# 镰仓市
35°19′N 139°33′E / 35.317°N 139.550°E
鎌倉市（日语：／ Kamakura shi */?）是位於日本神奈川县三浦半島西面的市，歷史上是日本第一個幕府政權鎌倉幕府的根據地，現為人口約17萬人的小型城市。

## 地理
1939年設市。鎌倉市位於橫濱市的西南、藤澤市東面、逗子市的西北方，南面向著相模灣。為三面環山，一面向海的地形，曾經是鎌倉幕府政權的所在地。鎌倉雖然是留存有許多歷史遺跡的古都，但是在室町時代中期之後漸漸衰退。
到了江戶時代後期，地域內的寺社即便有越來越多的參拜者到訪，直到明治初期鎌倉大佛（高德院）、長谷寺所在地的長谷地區也僅有小型城市化的集落，現今鎌倉市中心的繁華市街仍尚未形成。
明治初期，鎌倉郡郡役所設置於戶塚（現橫濱市戶塚區），管轄範圍包含現今鎌倉市。明治中期以後，多被作為靜養所或是別墅的建立地點，昭和之後才改以觀光地區為城市發展目標。因此區域內難以見到中世紀以後的建築，而保有著更具有文化價值的中世紀建築遺跡。
现在鎌倉市作为东京的住宅区而闻名。鎌倉是湘南的一部分。

## 歷史
源賴義時期為源氏的領地。源賴朝置鎌倉幕府於鎌倉，成立武家政權而開創鎌倉時代，使得鎌倉隨之成為政治中心，鎌倉街道也同時被完善。鎌倉利用面朝海洋這一地理條件開展海上交易、設立鎌倉五山等，也使鎌倉成為一個文化中心。
由於幕府在此設置，使鎌倉在當時成為日本實際上的政治中心。1333年為響應後醍醐天皇的討幕，上野國（群馬縣）的新田義貞在分倍河原等地擊破了北條氏的部隊，進而進軍鎌倉，將北條氏一族一舉殲滅。1953年經鈴木尚的調查發現，而掘出了大量受了刀傷的人骨。

## 行政

### 市長
- 松尾崇

### 姊妹城市

#### 日本国内
- 姊妹城市
  -  日本山口县萩市（1979年11月2日）
  -  日本长野县上田市（1979年11月5日）
  -  日本栃木县足利市（1982年4月26日）

#### 日本国外
- 姊妹城市
  -  法國尼斯市（1966年11月9日）
- 友好城市
  -  中华人民共和国敦煌市（1998年9月28日）

## 教育

### 小学
公立
| - 鎌倉市立第一小学校 - 鎌倉市立第二小学校 - 鎌倉市立大船小学校 - 鎌倉市立稲村ガ崎小学校 - 鎌倉市立関谷小学校 - 鎌倉市立玉縄小学校 | - 鎌倉市立御成小学校 - 鎌倉市立腰越小学校 - 鎌倉市立今泉小学校 - 鎌倉市立山崎小学校 - 鎌倉市立七里ガ浜小学校 - 鎌倉市立玉縄小学校 | - 鎌倉市立小坂小学校 - 鎌倉市立植木小学校 - 鎌倉市立深沢小学校 - 鎌倉市立西鎌倉小学校 - 鎌倉市立富士塚小学校 |

国立
- 横濱国立大学教育人間科学部附属鎌倉小学校（旧神奈川師範学校跡地）

私立
- 清泉小学校
- 鎌倉女子大学初等部

### 中学
公立
| - 鎌倉市立第一中学校 - 鎌倉市立第二中学校 - 鎌倉市立大船中学校 | - 鎌倉市立岩瀬中学校 - 鎌倉市立玉縄中学校 - 鎌倉市立御成中学校 | - 鎌倉市立腰越中学校 - 鎌倉市立手廣中学校 - 鎌倉市立深澤中学校 |

国立
- 横濱国立大学教育人間科学部附屬鎌倉中学校

私立
| - 栄光学園中学校 - 鎌倉学園中学校 | - 鎌倉女学院中学校 - 鎌倉女子大学中等部 | - 清泉女学院中学校 - 北鎌倉女子学園中学校 |

### 高等学校
公立
- 神奈川縣立鎌倉高等学校
- 神奈川縣立七里ガ浜高等学校
- 神奈川縣立深沢高等学校
- 神奈川縣立大船高等学校

私立
- 栄光学園高等学校
- 鎌倉学園高等学校
- 鎌倉女学院高等学校
- 鎌倉女子大学高等部
- 清泉女学院高等学校
- 北鎌倉女子学園高等学校

### 特別支援学校
- 神奈川縣立鎌倉養護学校

### 大学・短期大学

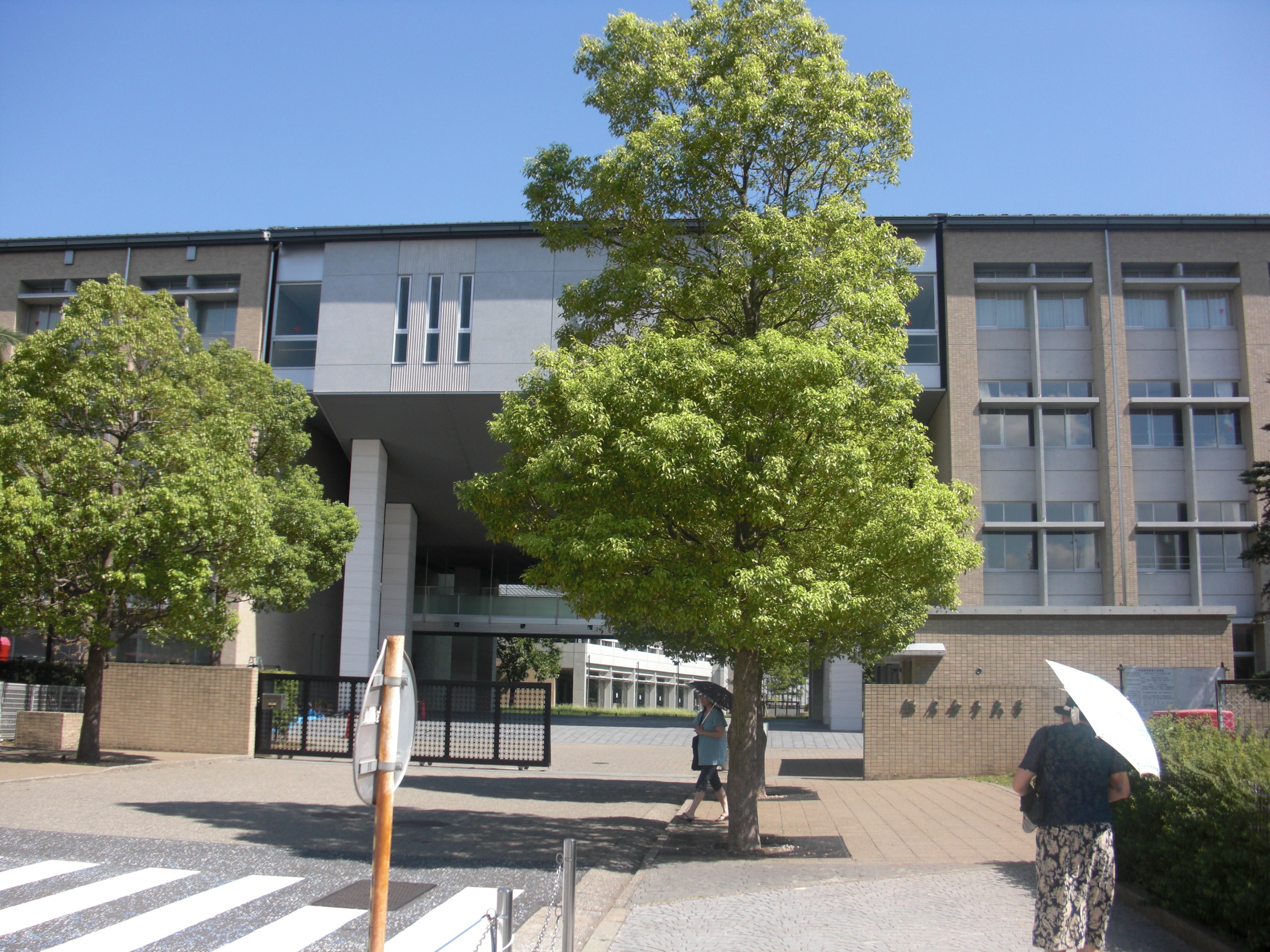
鎌倉女子大学

- 鎌倉女子大学・短期大学部

鎌倉市有「鎌倉市獎学金制度」和獎學金制度。

## 交通

### 鐵道
東日本旅客鐵道
- 橫須賀線：大船站 - 北鎌倉站 - 鎌倉站
- 東海道本線：大船站
- 根岸線：大船站

湘南單軌電車
- 江之島線：大船站 - 富士見町站 - 湘南町屋站 - 湘南深澤站 - 西鎌倉站 - 片瀨山站

江之島電鐵
- 江之島電鐵線：腰越站 - 鎌倉高校前站 - 七里濱站 - 稻村崎站 - 極樂寺站 - 長谷站 - 由比濱站 - 和田塚站 - 鎌倉站

## 圖片

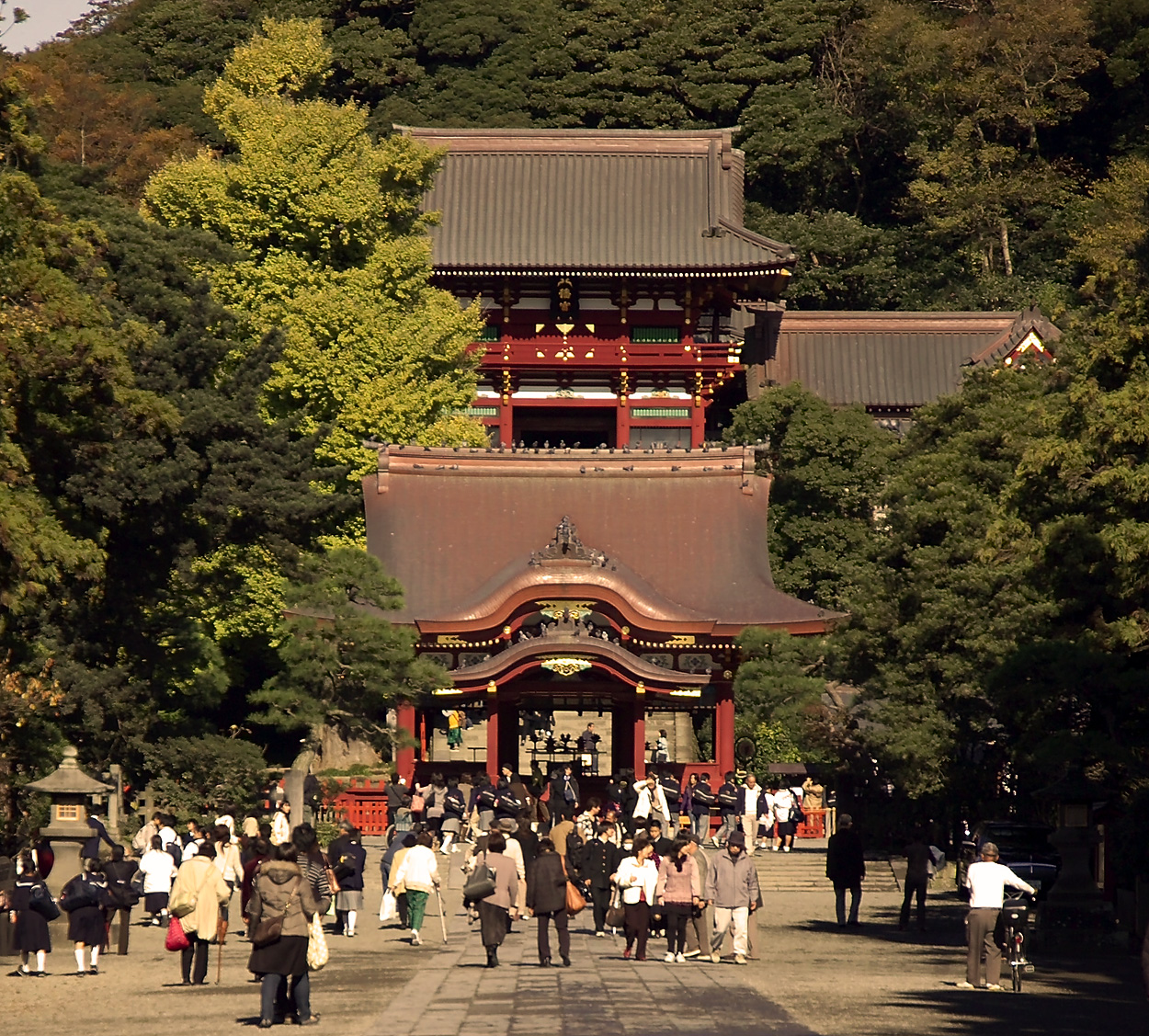
鶴岡八幡宮
鎌倉大佛
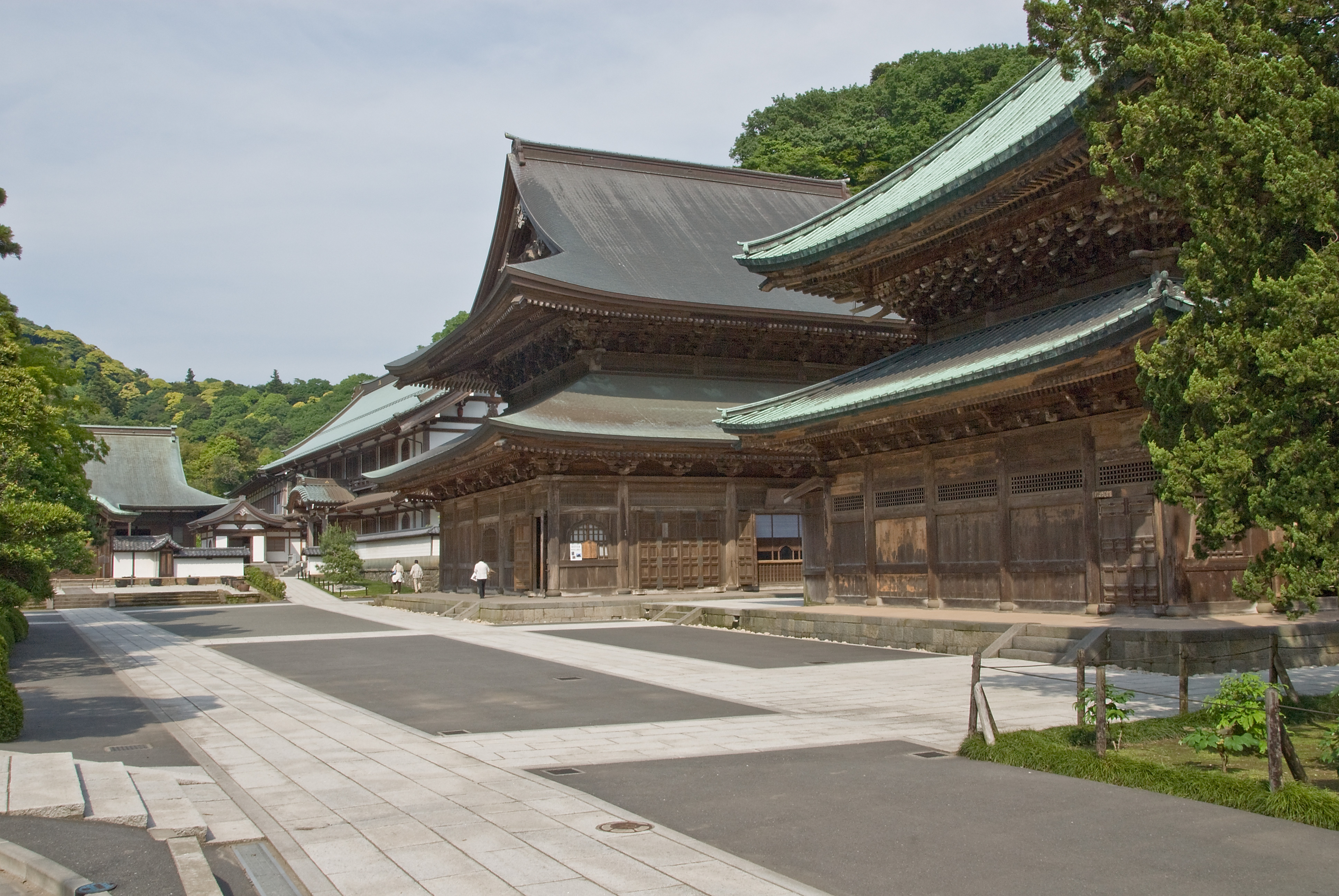
建長寺
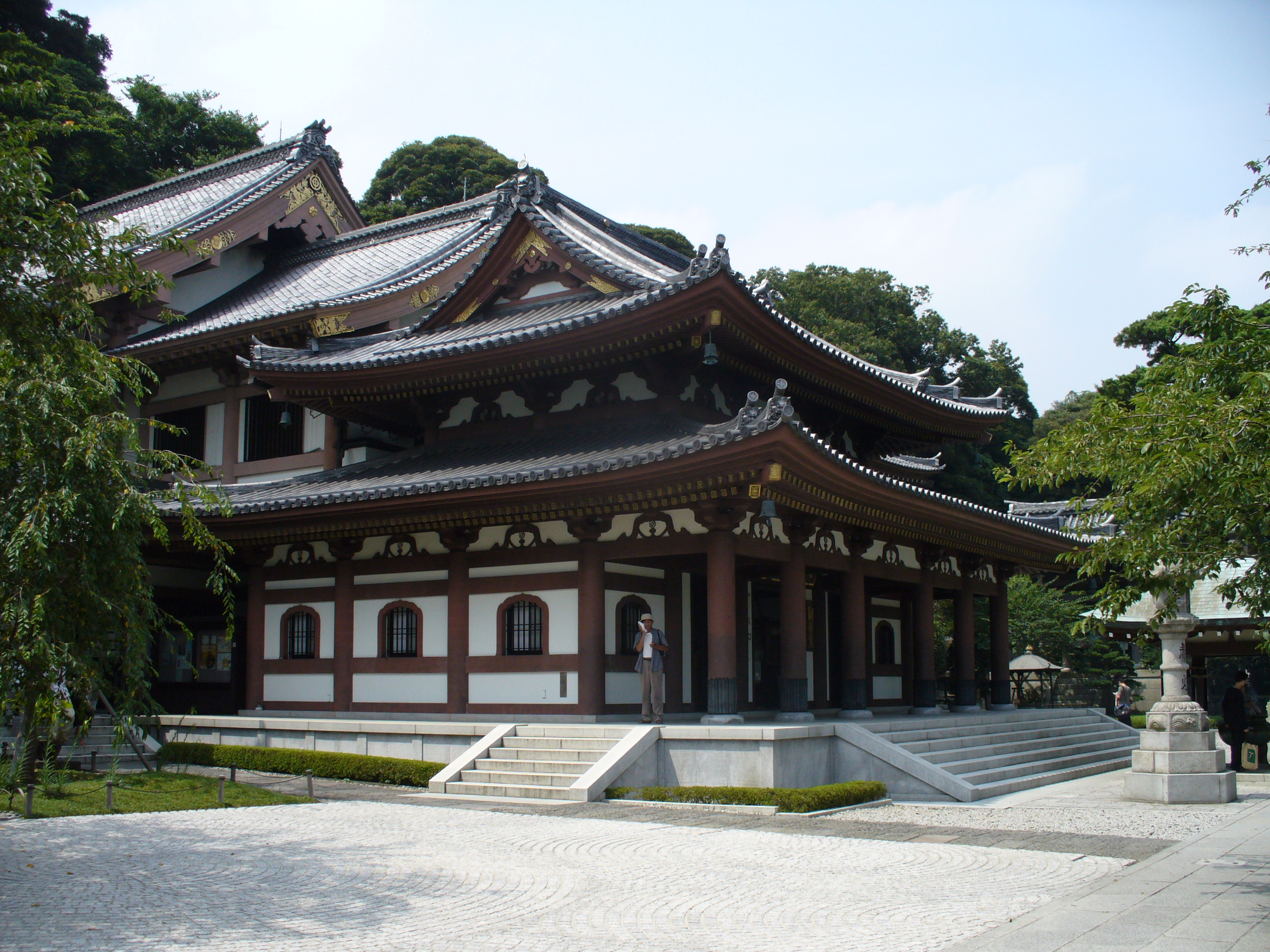
長谷寺
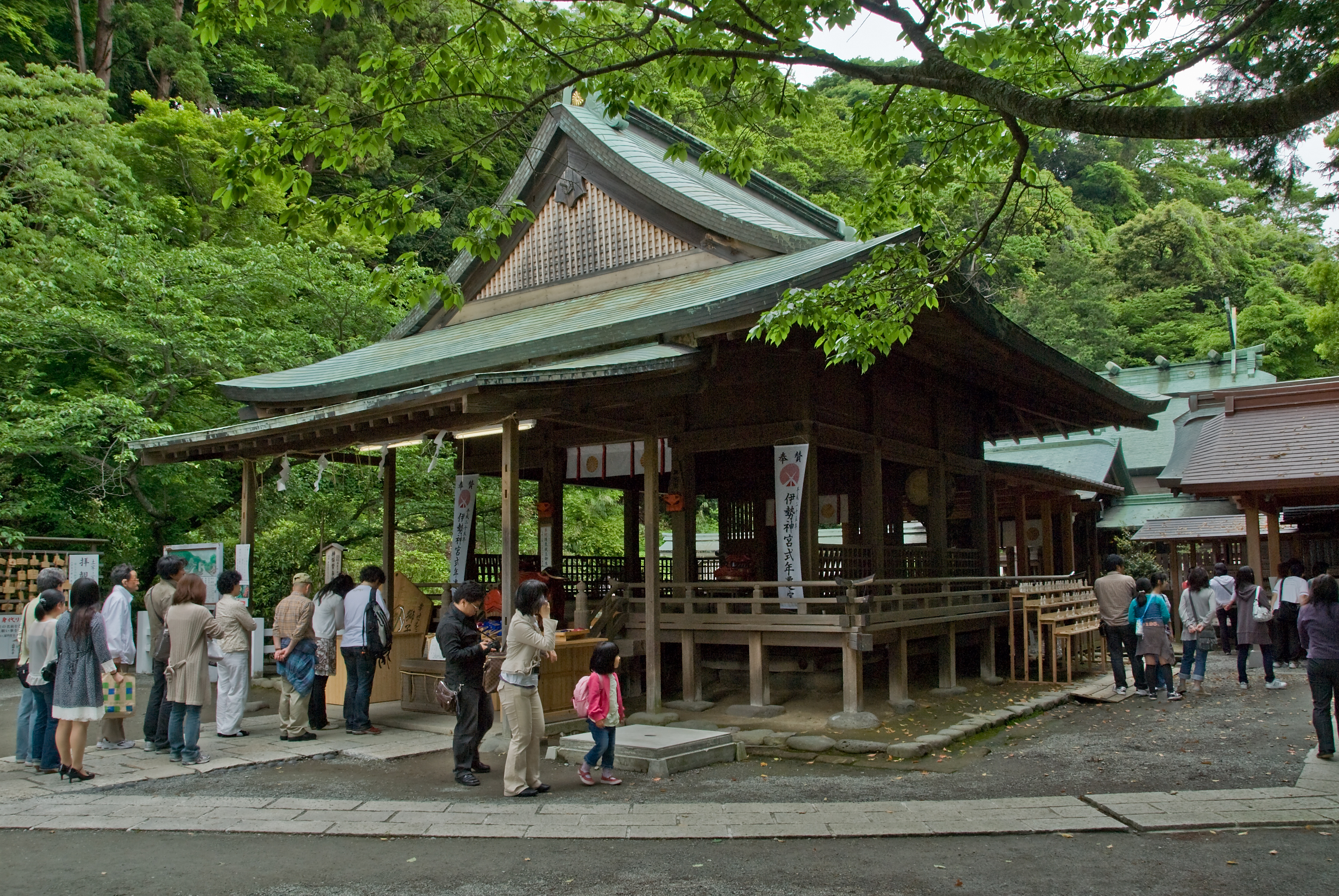
鎌倉宮

## 外部連結
- 镰仓旅游导航地图[永久]（简体中文）
- 神奈川旅游官方信息 （页面存档备份，存于）（简体中文）
- 維客旅行上的镰仓市 （页面存档备份，存于）（中文）
- OpenStreetMap上有關镰仓市的地理